# Patrol Boat (serie televisiva)
Patrol Boat è una serie televisiva australiana in 26 episodi trasmessi per la prima volta nel corso di 2 stagioni dal 1979 al 1983.
È una serie avventurosa d'azione incentrata sulle vicende dell'equipaggio di una nave pattuglia della Royal Australian Navy che perlustra le coste dell'Australia. La serie fu prodotta con la collaborazione con la Royal Australian Navy.

## Personaggi e interpreti
- tenente David Keating, interpretato da Andrew McFarlane.
- "Buffer" Johnston, interpretato da Danny Adcock.
- "Chef" McKinnon, interpretato da Tim Burns.
- "Swain" Reynolds, interpretato da Robert Baxter.
- tenente Fisher, interpretato da Robert Coleby.
- Letich, interpretato da Jon Blake.
- Bruno, interpretato da Nick Magasic.
- Maggiore Winn, interpretato da Nick Tate.

## Produzione
La serie, ideata da James Davern, fu prodotta da Australian Broadcasting Corporation. Le musiche furono composte da Bruce Smeaton.

### Registi
Tra i registi sono accreditati:
- Ray Alchin
- Frank Arnold
- Brian McDuffie
- Rob Stewart
- Russell Webb

### Sceneggiatori
Tra gli sceneggiatori sono accreditati:
- Robert Caswell
- James Davern
- Gordon Graham
- Laura Jones
- Tony Morphett
- Ted Roberts

## Distribuzione
La serie fu trasmessa in Australia dal 28 giugno 1979 all'11 agosto 1983 sulla rete televisiva Australian Broadcasting Corporation. In Italia è stata trasmessa con il titolo Patrol Boat.

## Episodi
| Stagione         | Episodi | Prima TV Australia |
| ---------------- | ------- | ------------------ |
| Prima stagione   | 13      | 1979               |
| Seconda stagione | 13      | 1983               |